# Nahum Johnson
Nahum Joel Johnson (ur. 10 lipca 2006 w Nassau)  – bahamski piłkarz grający na pozycji napastnika w klubie Westside SC-Renegades FC.

## Kariera klubowa

### Westside SC-Renegades FC
Johnson gra w Westside SC-Renegades FC od 2021. W sezonie 2023/2024 zajął wraz z nimi trzecie miejsce w lidze. W tym sezonie został wybrany również najlepszym zawodnikiem Ligi Bahamskiej do lat 18. 

## Kariera reprezentacyjna

### Bahamy
Johnson zadebiutował w reprezentacji Bahamów 4 marca 2023 w meczu z Turks i Caicos (wyg. 2:0). Pierwszy mecz o punkty zaliczył 24 marca 2023. Było to starcie rozgrywane u siebie przeciwko reprezentacji Trynidadu i Tobago, przegrane przez Bahamczyków 0:3. Premierową bramkę zdobył 17 października 2023 w zremisowanym 2:2 spotkaniu Ligi Narodów CONCACAF 2023/2024 przeciwko reprezentacji Antigui i Barbudy. Wystąpił także w dwóch pierwszych meczach w ramach eliminacji do Mistrzostw Świata 2026. Były to starcia z Trynidadem i Tobago (8 czerwca 2024, przeg. 1:7) oraz Saint Kittis i Nevis (11 czerwca 2024, przeg. 1:0).
| Mecze i gole w reprezentacji | Mecze i gole w reprezentacji | Mecze i gole w reprezentacji | Mecze i gole w reprezentacji | Mecze i gole w reprezentacji | Mecze i gole w reprezentacji | Mecze i gole w reprezentacji | Mecze i gole w reprezentacji         |
| Bahamy                       | Bahamy                       | Bahamy                       | Bahamy                       | Bahamy                       | Bahamy                       | Bahamy                       | Bahamy                               |
| Lp.                          | Data                         | Miejsce                      | Gospodarz                    | Gość                         | Wynik                        | Gol                          | Rozgrywki                            |
| ---------------------------- | ---------------------------- | ---------------------------- | ---------------------------- | ---------------------------- | ---------------------------- | ---------------------------- | ------------------------------------ |
| 1.                           | 14.05.2022                   | Nassau                       | Bahamy                       | Turks i Caicos               | 2:0                          |                              | Mecz towarzyski                      |
| 2.                           | 24.03.2023                   | Nassau                       | Bahamy                       | Trynidad i Tobago            | 0:3                          |                              | Liga Narodów CONCACAF 2022/2023      |
| 3.                           | 10.09.2023                   | Nassau                       | Bahamy                       | Portoryko                    | 1:6                          |                              | Liga Narodów CONCACAF 2023/2024      |
| 4.                           | 13.09.2023                   | Leonora                      | Gujana                       | Bahamy                       | 3:2                          |                              | Liga Narodów CONCACAF 2023/2024      |
| 5.                           | 17.10.2023                   | Pigotts                      | Antigua i Barbuda            | Bahamy                       | 2:2                          | Gol                          | Liga Narodów CONCACAF 2023/2024      |
| 6.                           | 22.11.2023                   | Bayamón                      | Portoryko                    | Bahamy                       | 6:1                          |                              | Liga Narodów CONCACAF 2023/2024      |
| 7.                           | 08.06.2024                   | Nassau                       | Bahamy                       | Trynidad i Tobago            | 1:7                          |                              | Mistrzostwa Świata 2026 – eliminacje |
| 8.                           | 11.06.2024                   | Basseterre                   | Saint Kitts i Nevis          | Bahamy                       | 1:0                          |                              | Mistrzostwa Świata 2026 – eliminacje |